# Schara-Henniggambiet
Het Schara-Henniggambiet, ook bekend als Hennig-Scharagambiet en Von Hennig-Scharagambiet) is in de opening van een schaakpartij een variant binnen het geweigerd damegambiet. De variant is geanalyseerd door de twee schakers Alexander Schara en Heinz von Hennig. Het gambiet is een variant van de Tarraschverdediging, welke de ECO-code D32 heeft. De beginzetten zijn:
1. d4 d5
2. c4 e6 (het geweigerd damegambiet)
3. Pc3 c5 (de Tarraschverdediging)
4. cxd5 cxd4